# Buford (Ohio)
Buford é um lugar designado pelo censo localizado no condado de Highland no estado estadounidense de Ohio. No Censo de 2010 tinha uma população de 352 habitantes e uma densidade populacional de 91,64 pessoas por km².

## Geografia
Buford encontra-se localizado nas coordenadas 39° 04′ 19″ N, 83° 50′ 21″ O. Segundo o Departamento do Censo dos Estados Unidos, Buford tem uma superfície total de 3.84 km², da qual 3.84 km² correspondem a terra firme e (0%) 0 km² é água.

## Demografia
Segundo o censo de 2010, tinha 352 pessoas residindo em Buford. A densidade populacional era de 91,64 hab./km². Dos 352 habitantes, Buford estava composto pelo 98.86% brancos, o 0.28% eram afroamericanos, o 0% eram amerindios, o 0.28% eram asiáticos, o 0% eram insulares do Pacífico, o 0% eram de outras raças e o 0.57% pertenciam a duas ou mais raças. Do total da população o 0.28% eram hispanos ou latinos de qualquer raça.